# Умная колонка

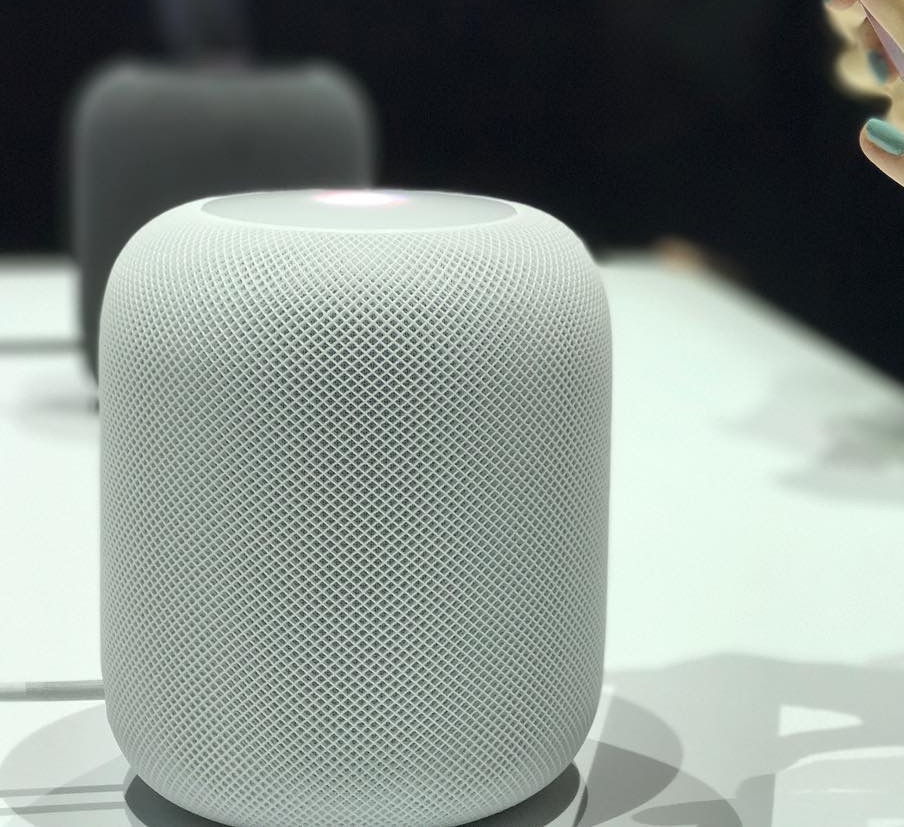
Смарт-динамик Apple HomePod на конференции WWDC 2017

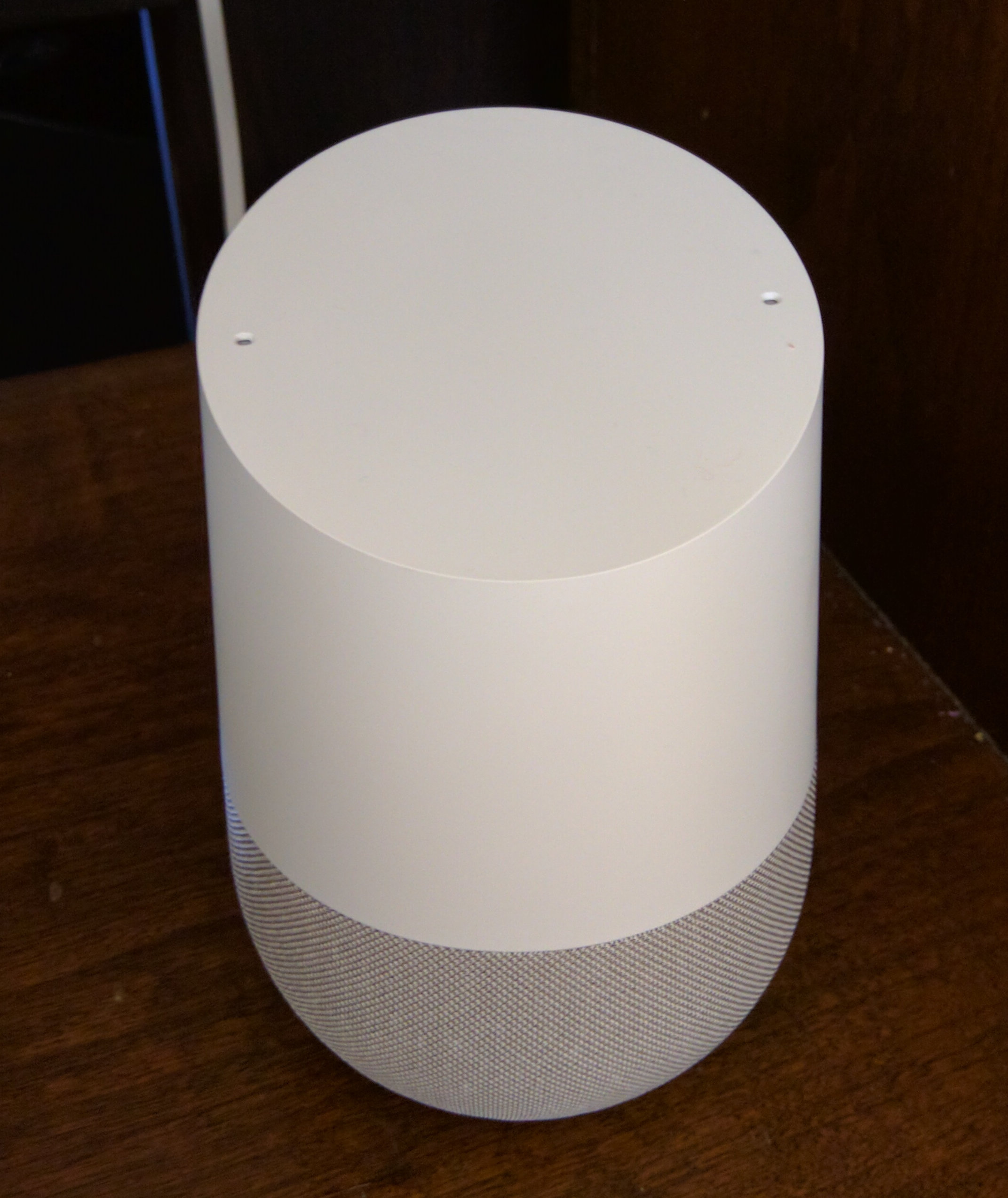
Смарт-динамик Google Home

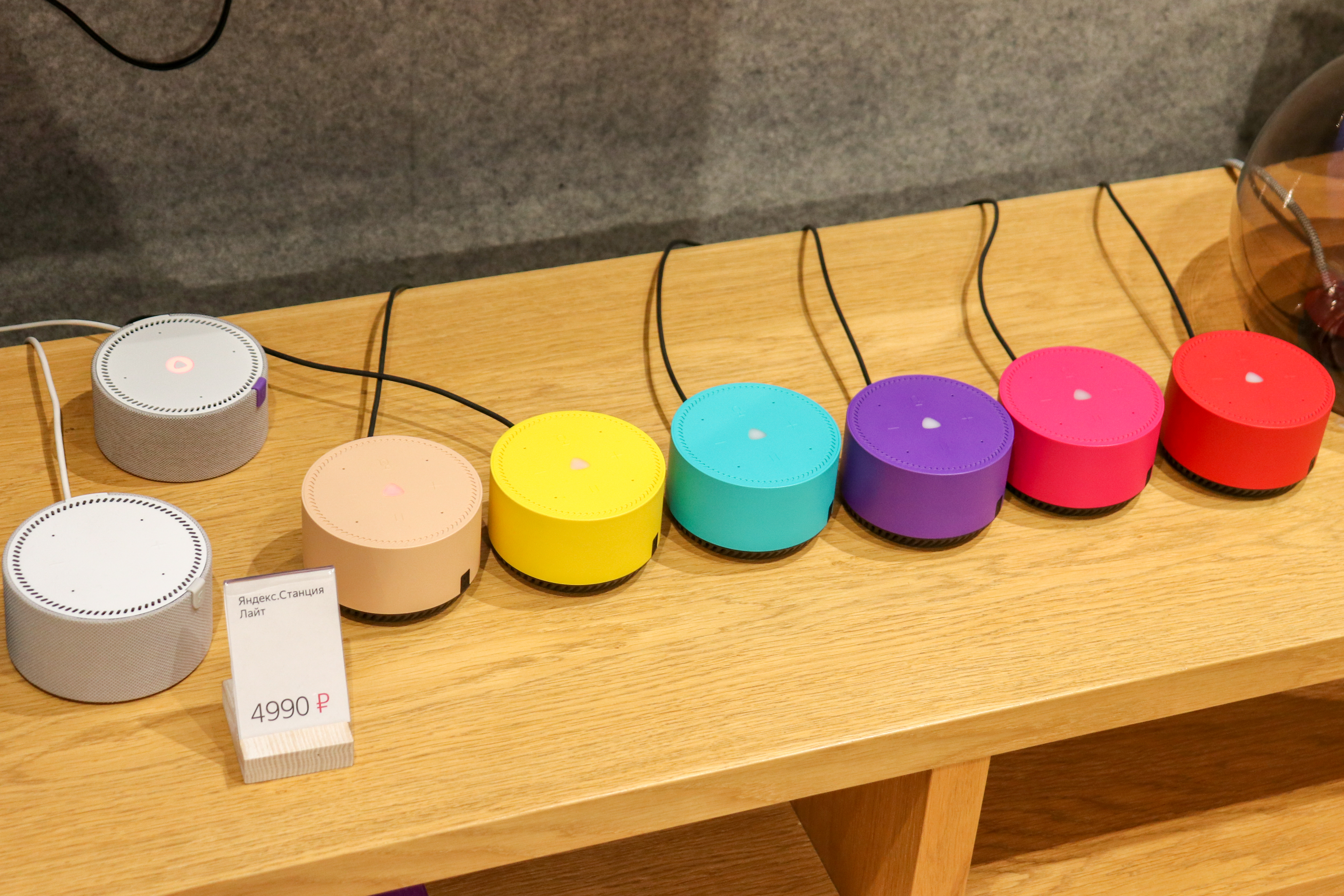
Яндекс Станция

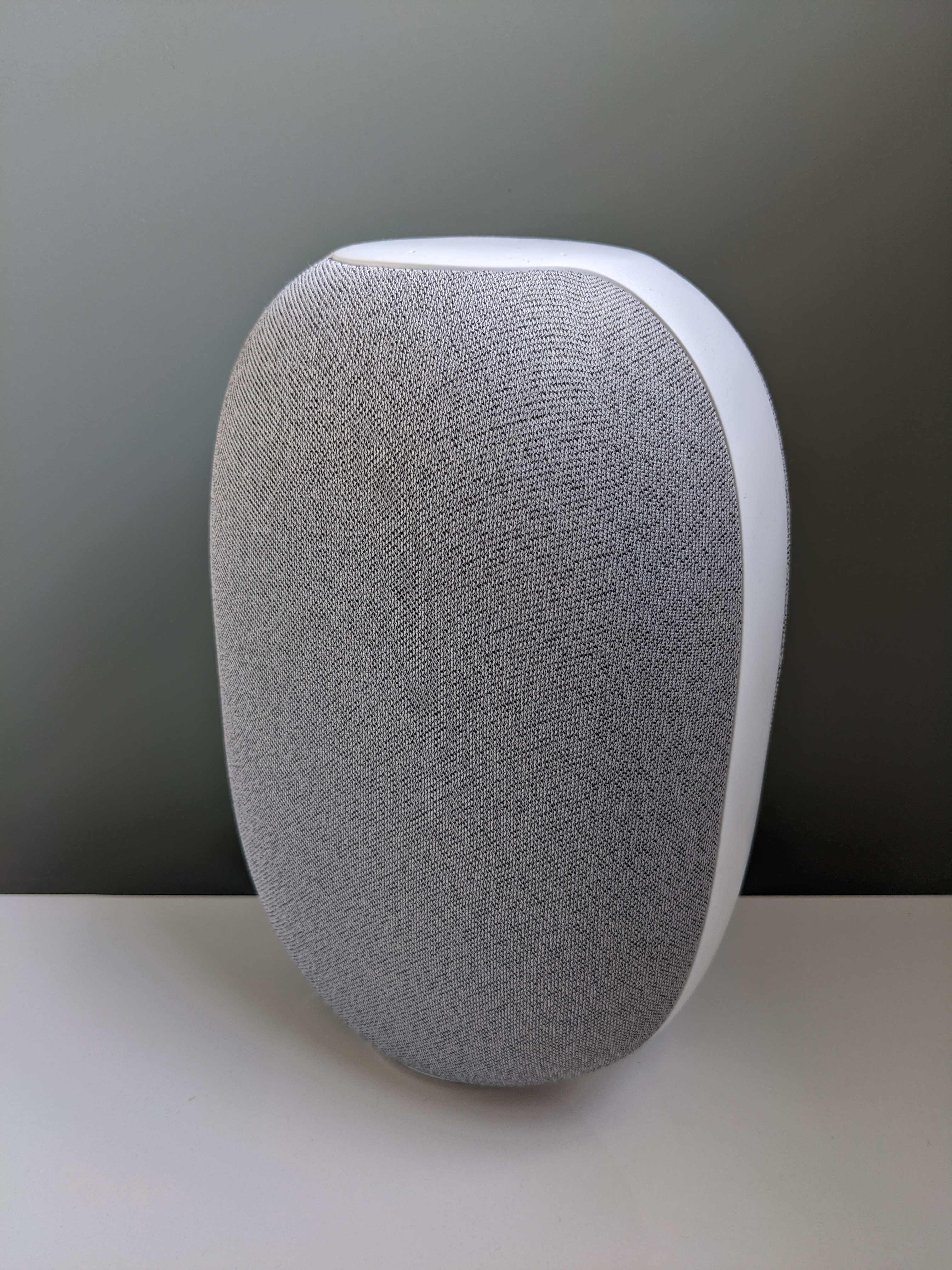
VK Капсула

Смарт-динамик, или умная колонка (англ. smart speaker) — устройство, относящееся к классу интеллектуальной (умной) бытовой техники, представляющее собой громкоговоритель со встроенными компьютером, микрофоном (в некоторых случаях — также сенсорным экраном). Компьютер в таком устройстве строится на базе специализированной однокристальной системы.
Встроенный в устройство компьютер подключён к сети Интернет. На компьютере работает программный клиент — облачный виртуальный голосовой помощник (ассистент) с элементами искусственного интеллекта, работающий по принципу вопросно-ответной системы (типа Google Assistant, Apple Siri, Microsoft Cortana, Amazon Alexa, Samsung Bixby, Яндекс Алиса, Маруся, Салют и т. п.).
Устройство управляется человеческим голосом и включается, реагируя на ключевое слово или имя (например, на имя Алекса). Сразу после произнесения ключевого слова речь пользователя записывается и отправляется в интернет-облако для анализа и соответствующей реакции виртуального голосового помощника.
Все функции устройства связаны с развитостью соответствующего виртуального голосового помощника. Устройство способно к ограниченному речевому взаимодействию с пользователем, воспроизведению музыки, аудиокниг, трансляции подкастов, зачитыванию прогноза погоды, информации о пробках на дорогах, о ближайших спортивных мероприятиях, установке будильника, оформлению списков задач в персональном расписании (ставить напоминания) и т. п.
Как правило, смарт-динамик может управлять другими умными устройствами, такими как: смарт-шторы, смарт-кондиционеры, смарт-холодильник, умным освещением и прочими умными бытовыми электроприборами, представляя собой центральный узел умного дома.

## Примеры устройств
- Amazon Echo
- Apple HomePod
- Google Home
- Invoxia Triby[англ.]
- Lenovo Smart Assistant[англ.]
- Sonos (Play:1[англ.], Play:3[англ.], Play:5[англ.])
- Яндекс.Станция
- SberBoom от Сбера
- Капсула от Mail.ru[4]